# Onthophagus rufopygus
Onthophagus rufopygus là một loài bọ cánh cứng trong họ Bọ hung (Scarabaeidae).